# Lessertia cryptantha
Lessertia cryptantha är en ärtväxtart som beskrevs av Moritz Kurt Dinter. Lessertia cryptantha ingår i släktet Lessertia och familjen ärtväxter. Inga underarter finns listade i Catalogue of Life.